# Aron Heyman
Aron Heyman, född 1834, död 1901, godsägare och grundare av A Heyman i Vårgårda
Aron Heyman köpte Vårgårda herrgård 1859 och inledde satsningen på kvarnverksamhet som senare ledde fram till tillverkningen av Vårgårdaris och Doggy hundfoder. Familjen Heyman hade fram till dess framgångsrikt drivit textilindustri i Göteborg. Familjebolaget A Heyman med Vårgårda kvarn togs över av sonen Knut Aron Heyman.